# Das Netz – Todesfalle Internet
Das Netz – Todesfalle Internet ist eine amerikanische Fernsehserie, basierend auf dem Film Das Netz. Die Hauptrolle der Angela Bennett verkörperte Brooke Langton (im Film Sandra Bullock).

## Handlung
Die Computerexpertin Angela Bennett erhält versehentlich eine streng geheime E-Mail mit Informationen über eine die Weltherrschaft anstrebende Computerspezialistenorganisation namens Prätorianer. Die Organisation verändert unmittelbar darauf Bennetts Identität in den amtlichen Computerdateien in die einer polizeilich Gesuchten. Bennett muss vor der kriminellen Organisation fliehen, um nicht selbst getötet zu werden. Der geheimnisvolle  Sorcerer spricht über Internet mit ihr. Mit seiner Hilfe kann sie den Kampf schließlich gewinnen.

## Besetzung
- Brooke Langton als Angela Bennett
- Joseph Bottoms als Sean Trelawney
- Tim Curry als Stimme von Sorcerer (Folgen 1–10)
- Eric Szmanda als Jacob Sorcerer Resh (Folgen 10–22)

Wiederkehrende Gaststars
- Kelli Taylor als Anna Kelly (1998)
- Mackenzie Gray als Greg Hearney
- Jim Byrnes als Mr. Olivier
- Dion Luther als Mr. White/Michael White

Weitere Gastauftritte
- Jack Coleman als Dr Steven Graf (Folge 3)
- Jeffrey Combs als Max Copernicus (Folge 16)
- Dwayne Johnson als Brody (Folge 20)
- Keegan Connor Tracy als Nadine